# آن هازن ماكفارلاند
آن هازن ماكفارلاند (الاسم قبل الزواج: ماكفارلاند، الاسم بعد الزواج الأول: كرومويل، الاسم بعد الزواج الثاني: شارب) (10 أكتوبر 1868-13 ديسمبر 1930) طبيبة أمريكية ومحررة في مجلة طبية متخصصة في علاج الأمراض النفسية عند النساء. انتقدت الفكرة المعاصرة القائلة بإن الاضطرابات النسائية تسبب الجنون والعصبية لدى النساء.

## النشأة والتعليم
ولدت آن هازن ماكفارلاند في 10 أكتوبر 1868 في ليكسينغتون في كنتاكي، وهي ابنة الطبيب جورج كلينتون وإليزابيث إليوت (بوش) ماكفارلاند من مواليد ولاية كنتاكي أيضًا. شاركت كل من عائلتي ماكفارلاند وبوش في الحرب الثورية. كانت حفيدة أندرو ماكفارلاند (الطبيب وأستاذ القانون) الذي عمل لسنوات عديدة مشرفًا على مستشفى إلينوي المركزي للمجانين. مارس جورج ماكفارلاند، بعد الخدمة في الحرب الأهلية، الطب في كنتاكي بين عامي 1866-1880.
ذهبت آن هازن ماكفارلاند عندما بلغت الثانية عشرة مع والديها للعيش مع جدها، أندرو ماكفارلاند، في جاكسونفيل في إلينوي، الذي كان متخصصًا مشهورًا في علاج المجانين، ومؤسس منظمة أوك لاون ريتريت في جاكسونفيل. أصبح والدها مع مرور الوقت طبيبًا مساعدًا في مصحة أوك لاون.
تخرجت ماكفارلاند من أكاديمية جاكسونفيل للإناث (كلية ماكموري لاحقًا) بعد دورة مدتها أربع سنوات في عام 1887، ثم أخذت دورة في ضبط الحسابات والاختزال في جامعة كنتاكي. رأى أندرو ماكفارلاند في حفيدته العناصر التي يمكن من خلالها اختبار نظريته حول أهلية المرأة لرعاية المرأة المجنونة، وبعد دراسة أولية تحت إشراف والدها وجدها، دخلت في عام 1888 كلية الطب النسائية في جامعة نورث وسترن في شيكاغو في إلينوي. تخرجت بعد ثلاث دورات من المحاضرات الطبية بمرتبة الشرف في 30 مارس 1891.

## المسيرة المهنية
بدأت ماكفارلاند العمل كمشرفة طبية في مصحة أوك لاون بعد تخرجها من كلية الطب، لتحقيق رغبة جدها في إجراء دراسة خاصة لرعاية المجانين، وكانت متخصصة في قسم أمراض الجهاز العصبي. أزالت ورم ليفي لحالة هوس حاد في يونيو 1893، وأجرت أربع عمليات في رؤوس مرضى بالصرع، فشلت اثنتان، وتحسن حال واحدة من الحالات، وشفيت الأخيرة. انتقدت ماكفارلاند المفاهيم المعاصرة التي قالت بإن الاضطرابات النسائية تسبب الجنون والعصبية لدى النساء. «سخرت من نظرية أمراض النساء ووصفتها بالغبية، وأنها تخدم المصالح الاقتصادية للأطباء الذين يتعين عليهم بخلاف ذلك تغيير مهنتهم لكسب لقمة العيش». عُينت في عام 1914 الفاحصة الطبية للنساء في شركة آرمور أند كومباني.
كتبت ماكفارلاند العديد من الأوراق البحثية حول مواضيع مختلفة، مثل «علاج المجانين» ضمن معاملات الجمعية الطبية لإلينوي 1892، و«قانون الجنون في إلينوي» ضمن المرجع نفسه عام 1893، و«علاج المجانين» الذي لا يتوفر مرجع له، و«الصلات بين أمراض النساء والجنون» مراجعة طبية في يونيو 1893، و«رجال عصبيون، ونساء عصبيات» في المجلة الطبية للمرأة عام 1895، و«الاضطرابات العصبية بين النساء» التي قرأتها أمام نادي الثقافة البدنية في سبرينغفيلد في إلينوي. عملت لعدة سنوات كمحررة مشاركة في المجلة الطبية للمرأة، التي نُشرت في توليدو في أوهايو، والتي كانت في ذلك الوقت المجلة الطبية النسائية الوحيدة في العالم.
كانت ماكفارلاند عضوة في الجمعية الطبية لولاية إلينوي، والجمعية الطبية لمقاطعة مورغان، والجمعية الطبية لمنطقة برينارد، وجمعية العاصمة الطبية، والجمعية الطبية الأمريكية. كانت أيضًا عضوة وسكرتيرة لجمعية الملكة إيزابيلا الطبية في إلينوي.